# ماریا-النا لاس
ماریا-النا لاس (انگلیسی: Maria-Elena Laas؛ زادهٔ ۲۸ نوامبر ۱۹۸۳) بازیگر اهل ایالات متحده آمریکا است.
او در فیلم خیریه انسان رنجور بازی کرده‌است.